# Pleurosoma nigriferum
Pleurosoma nigriferum là một loài bướm đêm thuộc phân họ Arctiinae, họ Erebidae.